# Brice Prairie
Brice Prairie – jednostka osadnicza w Stanach Zjednoczonych, w stanie Wisconsin, w hrabstwie La Crosse.